# Bahnhof Spaichingen
Der Bahnhof Spaichingen ist ein Bahnhof an der Bahnstrecke Plochingen–Immendingen. Er wurde am 15. Juli 1869 mit Eröffnung der Teilstrecke Rottweil – Tuttlingen eingeweiht. Am 28. Mai 1928 wurde Spaichingen Trennungsbahnhof, als die Heubergbahn in Betrieb ging, die 1966 wieder stillgelegt wurde. Der Bahnhof liegt am südlichen Rand Spaichingens auf 676 m ü. NHN. Er befindet sich nahe der Spaichinger Hauptstraße, der Bundesstraße 14. Im Bahnhof gibt es drei Bahnsteiggleise für den Personenverkehr. Der Mittelbahnsteig wird über eine Überführung erreicht. Im Jahr 1957 bestand das Bahnhofspersonal aus 19 Personen, heute ist der Bahnhof unbesetzt. Ursprünglich war der Bahnhof 445 Meter lang und bis zu 74 Meter breit. Zur Anlage gehörten ein Verwaltungsgebäude und ein Güterschuppen, welcher bis 1976 als solcher genutzt und 2011 abgerissen wurde.
Die Verkehrsstation soll erneuert werden. Ein entsprechendes Planfeststellungsverfahren ist im Gange.

## Verkehr
Seit Dezember 2017 verkehren auf der Bahnstrecke Plochingen–Immendingen Intercity der Linie 87 im Stundentakt, die an die Stelle der zuvor verkehrenden Regionalexpress-Züge Stuttgart–Singen traten und daher zum Nahverkehrstarif nutzbar sind. Diese halten zweistündlich in Spaichingen. Außerdem wird Spaichingen stündlich durch den Ringzug bedient, durch den die Stadt über Rottweil, Villingen und Donaueschingen mit Bräunlingen verbunden ist. In der Gegenrichtung kann über Tuttlingen und Immendingen Blumberg-Zollhaus erreicht werden.

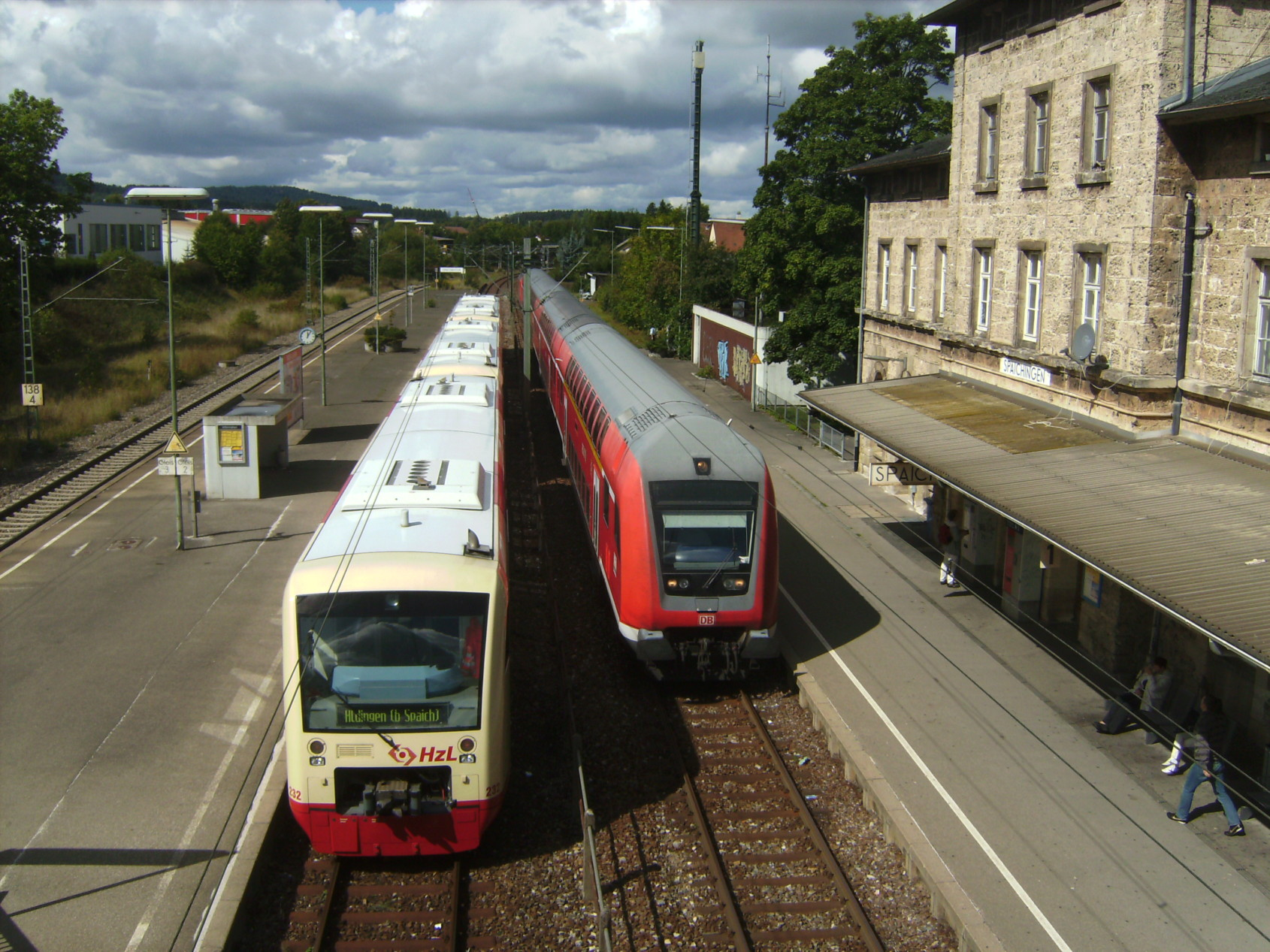
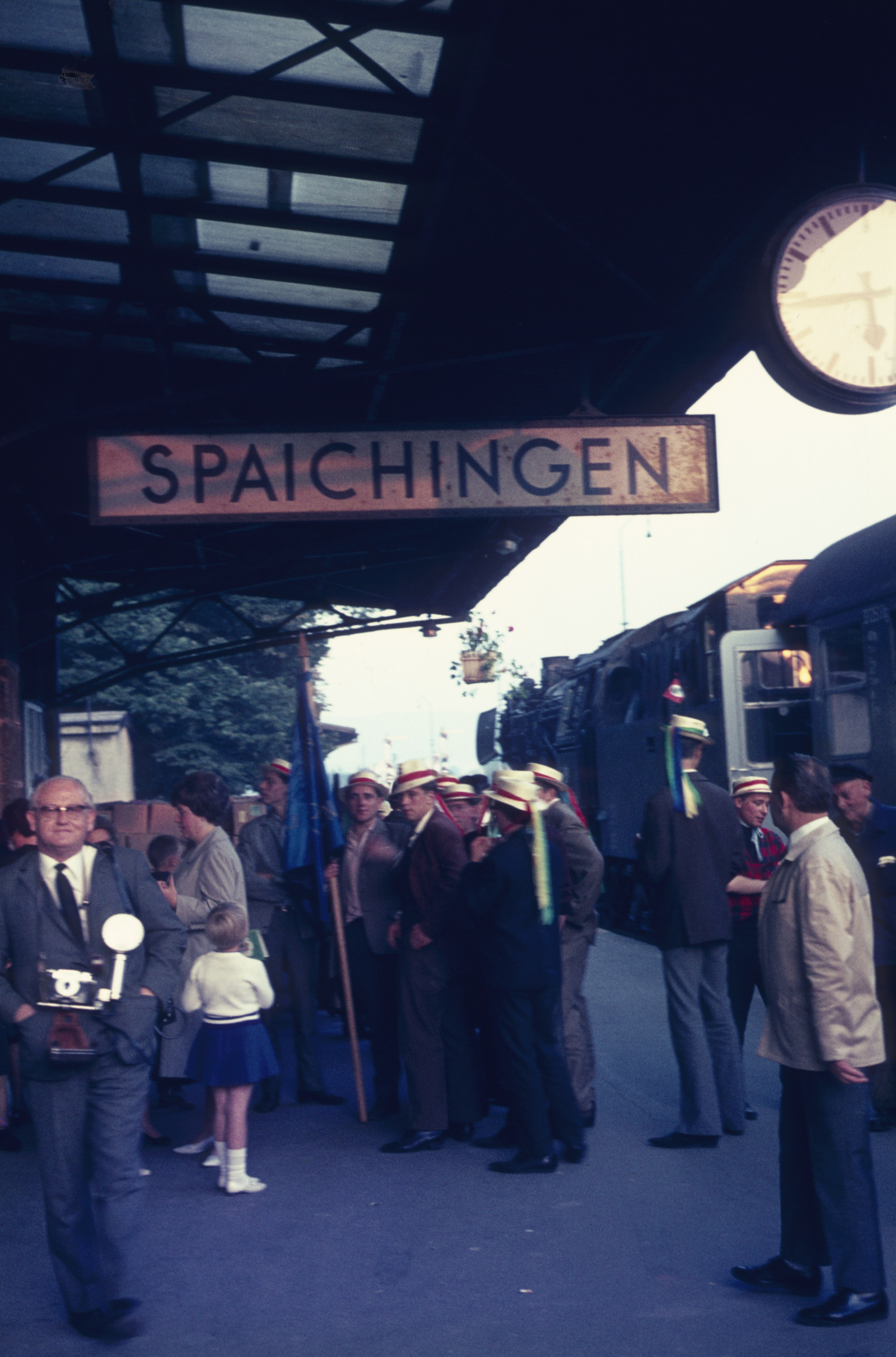

| Linie       | Strecke | Frequenz                       | Betreiber      |
| ----------- | --- | ------------------------------ | -------------- |
| IC 87 RE 87 | Stuttgart – Böblingen – Herrenberg – Horb – Rottweil – Spaichingen – Tuttlingen – Singen (Hohentwiel) – Schaffhausen – Zürich                                            | 120 min                        | DB Fernverkehr |
| RB 43       | Bräunlingen – Donaueschingen – Villingen (Schwarzw) – Schwenningen (Neckar) – Trossingen Bahnhof – Rottweil – Spaichingen – Tuttlingen – Immendingen – Blumberg-Zollhaus | 60 min (Mo–Fr) 120 min (Sa+So) | SWEG           |